# Angelika Blettner
Angelika Blettner (geboren 12. September 1954 in Oberwesel) ist eine deutsche Juristin, ehemalige Richterin und Gerichtspräsidentin.

## Beruflicher Werdegang
Nach dem juristischen Studium in Bonn wurde Angelika Blettner 1981 in den Justizdienst des Landes Rheinland-Pfalz übernommen und war in der Folgezeit als Richterin bei den Amtsgerichten Sankt Goar und Montabaur tätig.
Im April 1986 wurde sie am Landgericht Koblenz zur Richterin auf Lebenszeit ernannt. Nach einer Abordnung an das Oberlandesgericht Koblenz 1992 wurde sie im Juli 1993 zur Vorsitzenden Richterin am Landgericht Koblenz ernannt.
Im Juli 1996 wurde sie Direktorin des Amtsgerichts Neuwied. Im September 2002 übernahm sie als Direktorin die Leitung des Amtsgerichts Koblenz und wurde im September 2006 zur Vorsitzenden Richterin am Oberlandesgericht Koblenz ernannt. Am 4. Dezember 2012 wurde sie zur Präsidentin des Landgerichts Mainz befördert.
2007 wurde die Juristin vom Landtag für eine sechsjährige Amtsperiode zum stellvertretenden berufsrichterlichen Mitglied des Verfassungsgerichtshofs Rheinland-Pfalz gewählt. 2013 wurde sie wiedergewählt. Ihre Amtszeit endete am 7. September 2019.
Ende Januar 2020 trat die Juristin in den Ruhestand.

## Ämter und Mitgliedschaften
- 2016 Vorsitzende des Präsidialrats[5]

## Verfahren
Als Vorsitzende des Staatsschutzsenats am Oberlandesgericht Koblenz führte Angelika Blettner 2009/2010 das Verfahren gegen Ömer Ö. und Sermet I., die nach Überzeugung des Gerichts die Terrororganisation Al Qaida mit Geld und Kampfgerät unterstützt hatten.